# Paraguayische Literatur
Die paraguayische Literatur ist Teil der hispanoamerikanischen und – unter Einbeziehung der portugiesischsprachigen brasilianischen Literatur – Teil der lateinamerikanischen Literatur. Ein kleinerer Teil der Literatur des Landes, dessen Bevölkerung heute zu 95 Prozent mestizischer Abstammung ist, wird jedoch in Guaraní verfasst. So weist Paraguay heute in sprachlicher Hinsicht nicht mehr viele Gemeinsamkeiten mit dem Spanischen Argentiniens und Uruguays auf. Wegen der weiten Verbreitung der erbindigenen Kontaktsprache sind wesentliche Merkmale des paraguayischen Spanisch geprägt von Interferenzen aus dem Guaraní. Das gilt für Lexik, Syntax, Morphologie, aber vor allem für die Phonologie. Typisch ist z. B. die Verwendung des lleísmo.
In der volkstümlichen Lieddichtung finden sich oft Texte, die in hybridem Spanisch-Guaraní (Yopará, Jopara) verfasst sind. Aus dem Guaraní werden dabei nicht nur Alltagsbegriffe übernommen, sondern auch Elemente, die im Spanischen nicht existieren wie etwa Evidentialitätsmarkierungen, die anzeigen, aus welcher Quelle der Sprecher sein Wissen hat. Im Folgenden werden beide Sprachen berücksichtigt.

## Kolonialzeit und 19. Jahrhundert
Die geographische Isolation, eine geringe Bevölkerungsdichte, die im Vergleich zu anderen lateinamerikanischen Ländern ausgeprägte Zweisprachigkeit und eine sich lange erhaltende halbfeudal-koloniale Sozialstruktur haben die Entwicklung einer eigenständigen Literatur Paraguays behindert. Lange Zeit sprach nur eine kleine Bevölkerungsgruppe Spanisch, da die Jesuiten im 17. und 18. Jahrhundert die Zuwanderung weißer Siedler stark einschränkten, während das Guaraní sich trotz der von den Jesuiten geförderten Standardisierung als Schriftsprache nicht verbreiten konnte, vor allem wegen des Analphabetismus auf dem Lande. So war Paraguay im 18. und 19. Jahrhundert weitgehend vom intellektuellen Leben Europas und der urbanen Zentren Südamerikas abgeschnitten.
Aus der Kolonialzeit ist nur die Chronik La Argentina manuscrita des im heutigen Paraguay geborenen Mestizen Ruiz Díaz des Gumán (ca. 1559–1629) bemerkenswert. Guzman, ein Konquistador und Kolonialbeamter, war der erste Schriftsteller, der in der Río de la Plata-Region, dem damaligen Neu-Andalusien, geboren wurde. Er erzählte die Geschichte der Eroberung der Region bis 1574 und hielt darin auch die Traditionen der Bewohner fest. Nach der Unabhängigkeit kam es zu einem kurzen Aufschwung des Landes unter der Erziehungsdiktatur des José Gaspar Rodríguez de Francia. Als Romantiker von regionaler Bedeutung gilt Roberto Villanueva (1804–1848), der sich in verschiedenen Genres erprobte und 1831 das erste Theater Paraguays gründete. Nach kurzer Blüte versank das Land jedoch seit den 1840er Jahren in Kriegen und Militärdiktaturen. Der blutige Tripel-Allianz-Krieg von 1854 bis 1870 endete mit der vollständigen Niederlage Paraguays, das einen großen Teil seiner Bevölkerung und seines Gebietes verlor.

## 1900–1954
Mit großer Verspätung meldete sich der Modernismo in Paraguay zu Wort. Zu seinen Vorläufern gehörten der patriotische mythisch-spätromantische Essayist, Lyriker und Journalist Alejandro Guanes (1872–1925), der jedoch zu Lebzeiten kein einziges Buch veröffentlichte, sowie der klassisch gebildete Lyriker Eloy Fariña Núñez (1885–1929). Die modernistische Lyrik und Prosa der Zeit ist geprägt durch costumbristische Tendenzen, enthält Elemente der Guaraní-Folklore und ist nicht frei von Sentimentalitäten. 1917 erschien die anakreontische Gedichtsammlung Okara Poty („Blumen auf dem Feld“) und 1930 die Erzählung Kavaju Sakuape des in Guaraní schreibenden Eisenbahntelegraphisten und Justizangestellten Narciso R. Colmán (Pseudonym Rosicrán, 1876–1954).
Zu Sprachrohren der modernistischen Bewegung zwischen 1913 und 1925 wurden die kurzlebigen Zeitschriften Crónica (gegründet von Guillermo Molinas Rolón, 1889–1945) und Juventud (gegründet von Heriberto Fernández, 1903–1927). Rolón war ein anarchistischer Aktivist, der sich früh wieder von der Literatur abwandte und auf dem Lande arbeitete. Seine symbolistische Lyrik (En la fiesta de la raza) ist vom Werk des Argentiniers Leopoldo Lugones beeinflusst und gilt als enigmatisch. Sein Freund Manuel Ortiz Guerrero (1897–1933) war als einer der ersten Lyriker mit Gedichten in Guaraní erfolgreich. An Lepra erkrankt, schrieb er seine Gedichte auf der Schreibmaschinen und verkaufte sie von Tür zur Tür. Heriberto Fernández widmete sich dem Drama des Lebens der Armen, Prostituierten, Verzweifelten in Paris, wo er lebte und starb; sein Werk wird schon dem Postmodernismus zugerechnet.
Eine Ausnahme in der von der Ästhetik des Symbolismus und Modernismus dominierten Epoche bildete der Roman Aurora (1920) des Historikers und Politikers Juan Stefanich (1889–1979), der politische Themen aus der Hauptstadt behandelte.
Der blutige Chacokrieg (1932–1935) um den fast menschenleeren Gran Chaco wurde wider Erwarten von Paraguay gewonnen. Auf dem Schlachtfeld verbot sich der Gebrauch der spanischen Sprache: Die Soldaten wurden durch costumbristische Guaraní-Poeten wie Julio Correa Myzkowsky (1890–1953) und Emiliano R. Fernández (1894–1949), der seine Gedichte und Lieder in Hybridsprache (Jopara) während der Schlacht schrieb, zum Kampf angespornt. Der Krieg stärkte einerseits das Nationalgefühl, hinterließ jedoch viele verletzte arme und landlose Veteranen, wodurch sich die sozialen Konflikte verschärften. Es folgten ein Staatsstreich, ein erneuter Bürgerkrieg und Verfolgungen von Intellektuellen.
Bedingt durch Exil und längere Aufenthalte im Ausland orientierten sich die Autoren der generación del 40 verstärkt an Vorbildern wie Pablo Neruda oder Nicolás Guillén. Die auf den Kanaren geborene Josefina Pla (1903–1999) wurde als avantgardistische Lyrikerin, Erzählerin und Theaterautorin bekannt. Der surrealistische Dichter Hérib Campos Cervera (1908–1953), der von 1931 bis 1938 im europäischen Exil lebte, erreichte den Anschluss an die Lyrik des amerikanischen Kontinents, doch während seiner Lebenszeit erschien nur ein Buch von ihm. Ein bedeutender Erforscher der paraguayischen Literatur und Essayist der generación del 40 war Hugo Rodríguez-Alcalá (1917–2007), der lange in den USA und Mexiko lebte.
Für Frauenrechte setzte sich die Autorin Concepción Leyes de Chaves (1891–1985) ein. Juan Natalicio González (1897–1966), paraguayischer Präsident von 1948 bis 1849, verfasste historische Bücher und Gedichtbände in Guaraní und Spanisch.

## 1954–1989
1954 putschte sich General Alfredo Stroessner an die Macht. Die folgenden 35 Jahre waren durch eine Diktatur mit extremem Personenkult, Unterdrückung der Opposition, Folter und extralegalen Hinrichtungen gekennzeichnet. Seit den 1960er Jahren liefen Alphabetisierungsprojekte unter den etwa 50 Prozent der Bevölkerung, die nur Guaraní sprachen. Diese wurden jedoch in den 1970er Jahren abgebrochen, die man es für zu gefährlich hielt, die Landarbeiter zu bilden. Faktisch wurde die Bilingualität dadurch wieder zurückgedrängt. Auch wurden die letzten indigenen Gruppen, die nicht zu den Guaraní gehörten, vertrieben und verfolgt.

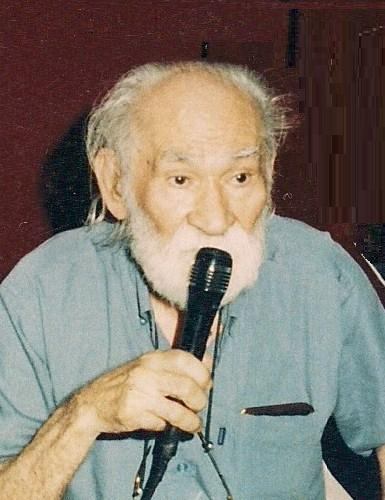
Félix de Guarania

Der Anthropologe León Cadogan stellte 1959 eine bedeutende Sammlung überlieferter heiliger Texte im Mbyá-Dialekt des Guaraní unter dem Titel Ayvu Rapyta (etwa: „Der Ursprung der Sprache“) zusammen. In Guaraní schrieb der Sprachgelehrte und Sozialist Félix de Guarania (eigentlich Félix Giménez Gómez, 1924–2011), der ins Exil gehen musste und zahlreiche Texte aus dem Spanischen ins Guaraní übersetzte. Die Lyriker Carlos Martínez Gamba (1939–2010) und Carlos Federico Abente (1924–2018) verfassten Gedichte in Guaraní, die teils vertont wurden. In vielen literarischen Genres tätig war der Anthropologe und Jurist Ramiro Dominguez (1930–2018), der zur generación del 50 gezählt wird. Er setzte sich für die Guaraní-Literatur eine und publizierte Gedichte in dieser Sprache. Als erster bedeutender Erzähler in Guaraní gilt seit den 1970er Jahren Carlos Martínez Gamba (1939–2010), der nach 2000 zum Schreiben von Guaraní-Lyrik zurückkehrte.
Jorge Ritter (1908–1977) verfasste costumbristische und sozialrealistische Romane und Theaterstücke, in denen er das beschwerliche Landleben Paraguays mit sozialkritischem Unterton schilderte. In La tierra ardía (1975) behandelt er die Leiden der Menschen während des Chaco-Krieges, an dem er selbst als Offizier teilgenommen hatte. Schon unter den Vorgängern Stroessners war seit Ende der 1940er Jahre der intellektuelle Protest gegen das korrupte Regime erstarkt. Der Roman La babosa (1952, dt. „Die Nacktschnecke“) des lange Zeit in Argentinien lebenden Sohns italienischer Einwanderer Gabriel Casaccia (1907–1980) gilt als Beginn der modernen paraguayischen Erzähltradition. Daneben verfasste er sechs weitere Romane, die teils dem sozialen Realismus zugeordnet werden können. Ins argentinische Exil gingen auch der von Federico García Lorca beeinflusste Vertreter der generación del 50 Elvio Romero (1926–2004), der wohl bekannteste Lyriker des 20. Jahrhunderts und eine der wichtigsten Stimmen der Exilliteratur (Poesiealbum, ausgewählt von H.-O. Dill, Ost-Berlin 1972), sowie der Lyriker José María Gómez Sanjurjo (1930–1988). Einen teils nostalgischen, teils sarkastischen Ton schlägt der Lyriker José Luis Appleyard (1927–1998) an und verleiht dabei dem Gefühl der Eingeschlossenheit unter der langdauernden Diktatur Ausdruck.
Rubén Bareiro Saguier (1930–2014) wurde für seine Erzählung Ojo pro diente (1971) der kubanische Premio Casa de las Américas verliehen; dafür wurde er in Paraguay inhaftiert. Jean-Paul Sartre, Gabriel García Márquez und viele andere Intellektuelle setzten sich für seine Freilassung ein; doch musste er bis zum Ende der Diktatur Stroessners 1989 ins Exil gehen. Zu den kritischen Autoren der sog. generación del 60 gehörte der Psychiater und Essayist Roque Vallejos (1943–2006). 
In der Spätphase der Diktatur, die seit 1977/78 durch verschärfte Repression, Korruption und wirtschaftliche Stagnation gekennzeichnet war, verstummten immer mehr Autoren der sogenannten Generation 80 oder beschränkten sich auf unverfängliche Themen. Doch nicht nur wegen politischer Repressionen, sondern auch angesichts fehlender leistungsfähiger Verlage mussten viele Autoren ihre Arbeiten bis in die 1990er Jahre im Ausland veröffentlichen. Der Autor, Kritiker und Essayist Hugo Rodríguez Alcalá (1917–2017), der in den USA studiert hatte, gründete nach seiner Rückkehr nach Paraguay 1982 dennoch eine Schreibwerkstatt junger Autoren, aus der heraus mehrere Bände mit Kurzgeschichten entstanden. Die Feministin Renée Ferrer de Arréllaga (* 1944) verfasste zahlreiche Romane, darunter den auch in französischer und italienischer Sprache erschienenen kurzen Roman Los nudos del silencio (1988), die Geschichte einer Pianistin, die ihre Karriere einem dominanten Mann opfert. Juan Manuel Marcos (* 1950) ging nach Spanien, Mexiko und dann in die USA ins Exil. Sein Roman El invierno de Gunter (1987, dt. „Gunters Winter“) ist ein postmoderner, hybrider Roman über das Exil in den USA mit zahlreichen Querbezügen zur Welt der Guaraní.

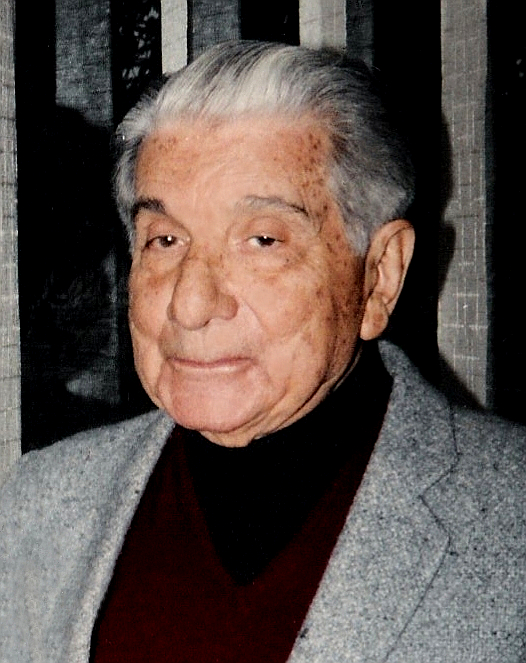
Augusto Roa Bastos

Über die nationalen Grenzen hinaus wurde für die spanischsprachige Literatur Paraguays der Schriftsteller und Cervantespreisträger von 1989 Augusto Roa Bastos von nachhaltiger Bedeutung. Roa Bastos (1917–2005) lebte über 40 Jahre im argentinischen und französischen Exil. Hijo de hombre (1960), der Debütroman Roa Bastos’, erzählt die Geschichte Paraguays und des Chaco-Kriegs von 1912 bis 1936 am Beispiel zweier Figuren, einem romantischen Revolutionsanhänger und einem ungebildeten aber charismatischen Volksführer, der eine Erlöserrolle annimmt. Christliche Metaphorik prägt dieses Werk des neobarocken magischen Realismus. Mit Yo, el Supremo („Ich, der Allmächtige“, 1974) schrieb Roa Bastos einen der bedeutendsten Romane Lateinamerikas über die Diktatur des José Gaspar Rodríguez de Francia von 1814 bis 1840, in dem das nationale Schicksal als Symbol der leidenden Menschheit interpretiert wird. Auch die anderen Romane Roa Bastos’ und seine zahlreichen Erzählungen werden dem Magischen Realismus zugerechnet. Wiederholt befasste er sich literarisch mit dem Schicksal der Indios während der Kolonialzeit. Als er starb, wurden drei Tage der nationalen Trauer ausgerufen.

## 1989–2010
Stroessners Entmachtung 1989 und die Rückkehr zur Demokratie 1993 bewahrten das Land nicht vor schweren Krisen. Eine Vorliebe für historische Romane, das eigene nationale Schicksal und die Heroen der Gerechtigkeit blieb immer noch charakteristisch für die spanischsprachige Literatur Paraguays. Doch spiegeln sich immer auch aktuelle Entwicklungen in den Werken der generación de la transición (auch generación del 90), die teils aktiv in die Politik eingriffen. Die Mitglieder der Gruppe versammelten sich in der Gruppe Pájaro Azul. Zum Teil nutzen sie explizit das Mittel der Metalepse wie Roa Bastos in Los conjurados del Quilombo del Gran Chaco (2001). 2019 wurde María Isabel Barreto mit den Premio Nacional de Literatura en Paraguay, dem wichtigsten, seit 1991 vergebenen Literaturpreis Paraguays für den historischen Roman Hijo de la revolución über den Bürgerkrieg 1922 ausgezeichnet. Die Erzählungen über die Kriege des 19. und 20. Jahrhunderts haben kaum an Aktualität verloren, insofern sie sich immer auch auf Konflikte um den Landbesitz, die Akkulturationsprobleme der jungen Mestizen oder die Verelendung der Nordens beziehen. Durch Kurzgeschichten, aber auch durch Kinderbücher, Romane (Réquiem del Chaco, 2019) und Comics wurde Javier Viveros (* 1977) bekannt. 2015 erschien der von ihm herausgegebene Comicband Fantasmario: Cuentos de la Guerra del Chaco über den Chacokrieg, für den er 2018 den Edward and Lily Tuck Award for Paraguayan Literature des US-PEN-Clubs erhielt. Nila López (* 1954) ist in vielen Genres zuhause; u. a. schreibt sie Kinder- und Jugendbücher und arbeitet für das Fernsehen. In Tántalo en el trópico behandelt sie das Thema der Diktatur.
Vielfach ausgezeichnet wurde Delfina Acosta (* 1956) für ihre Kurzgeschichten (El viaje, 1995) und Poesie (Versos esenciales, como homenaje al poeta chileno Pablo Neruda, 2001). Raquel Saguier (* 1940) legt mit Esta zanja está ocupada (1994) einen Kriminalroman vor, in dem die paraguayische Gesellschaft karikiert und kritisiert wird. Susana Gertopán (* 1956) behandelt in El callejón oscuro (2010) (dt. „Die dunkle Gasse“, 2012) das Schicksal jüdischer Einwanderer nach Paraguay. Im Barrio Palestina von Asunción lebten Einwandererfamilien, die vor dem Ersten Weltkrieg nach Paraguay gekommen waren und ausschließlich Jiddisch sprachen, aber auch heimatlose Emigranten, die vor Hitler aus Europa flohen, in enger Nachbarschaft mit Alteingesessenen.

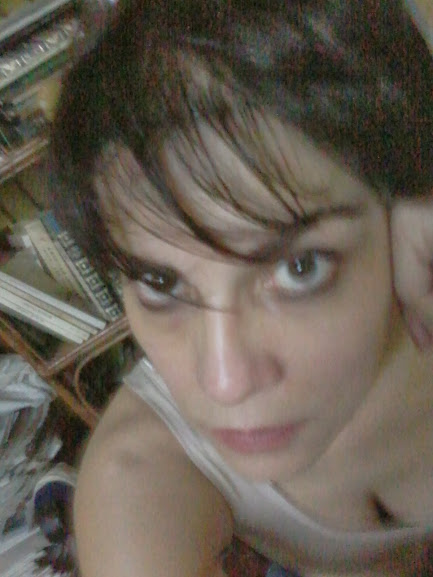
Montserrat Álvarez ist gleichermaßen als spanische, peruanische und paraguayische Autorin bekannt

Cristino Bogado (* 1967), Ever Román (* 1981) und die in Spanien geborene Monserrat Álvarez (* 1969) thematisieren das Leben der unter der Diktatur zum Schweigen gebrachten, oft arbeitslosen Mittelschichtjugend zwischen Drogen, Sex und Auflehnung gegen das „normale Leben“ ihrer Eltern. Bekannt wurde Álvarez, die lange in Peru lebte und ganz Lateinamerika bereiste, jedoch vor allem durch ihre „antilyrischen“ Gedichte (Underground, 2000), die in aggressivem urbanen Jargon verfasst sind. Ein wichtiger Vertreter der Alternativkultur Asuncións, der die Fragen und Ängste seiner Generation artikulierte, war der Erzähler, Lyriker und Soziologe Miguel Méndez Pereira (1975–2010), der für die Wochenzeitschrift El Yakaré schrieb.

## Gegenwart
Abgesehen von einigen Ausnahmen in der feministischen Literatur mangelte es anders als in den meisten lateinamerikanischen Staaten lange Zeit an Großstadtthemen – die mit Abstand größte Stadt Asunción hat etwa 1.000.000 Einwohner, die zweitgrößte Ciudad del Este nur knapp 400.000. Eine weitere Ausnahme, die in deutscher Übersetzung als Book on Demand zugänglich sind, ist der Roman Flores en llamas (2013; dt. „Blumen im Feuer“, 2018) des Lehrers und Autors Nelson Aguilera (* 1961) über den Drogenhandel. Das Buch ist zugleich eine Kritik der erstarrten Oligarchie. Aguilera wurde von 2010 bis 2021 wegen eines angeblichen Plagiats zu Unrecht juristisch verfolgt und mit langer Freiheitsstrafe bedroht.
Bis heute ist Paraguay für den deutschsprachigen Raum (anders als in Frankreich, wo sogar Lyrikbände übersetzt wurden) ein weißer Fleck auf der Landkarte der lateinamerikanischen Literatur geblieben. Angesichts der relativ homogenen mestizischen Bevölkerungsmehrheit gibt es weder ethnischen Minderheiten, die sich literarisch zu Wort melden, noch wurden transkulturelle Einflüsse literarisch wirksam (außer den im Buch von Susana Gertopán angedeuteten). Die herkömmliche radikale Trennung zwischen den beiden Schriftsprachen des Landes wurde erst in einigen Arbeiten aus neuerer Zeit teilweise abgemildert. Jorge Kanese (auch unter dem Namen Jorge Canese und Xorxe Kanexe, * 1947), Dichter, Arzt und Folteropfer des Stroessner-Diktatur, amalgamiert in seinen Texten Spanisch, Portugiesisch und Guaraní, wie im Slang des Dreiländerecks Argentinien-Brasilien-Paraguay üblich, verbunden mit einer postmodernen Ästhetik des Hässlichen und pornographischen Elementen, und setzt sie gegen die normierende Macht der Nationalkultur ein. In einer deutschen Übersetzung seiner Gedichte („Die Freuden der Hölle“, Wiesbaden 2013) wird diese Hybridsprache durch einen deutsch-türkischen Sprachenmix wiedergegeben.

## Neuere Literatur auf Guaraní

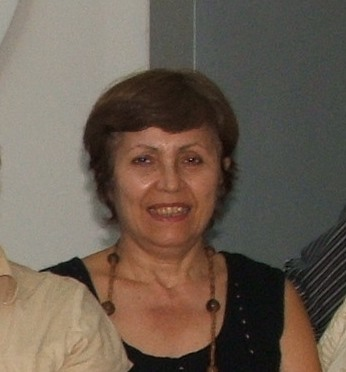
Susy Delgado (2011)

Die Journalistin Susy Delgado (* 1949) schreibt Erzählungen und Gedichte in Guaraní und spanischer Sprache. Sie erhielt 2017 den nationalen Literaturpreis für den Lyrikband Yvytu yma. Mittlerweile erscheinen auch längere Texte wie die Romane von Mauro Javier Lugo Verón (Angekói), Hugo Centurión (Pore’ÿ rape, 2016) oder Arnaldo Casco (Tatukua. 2017) häufiger. In jüngster Zeit gewinnen koordinierte Bemühungen um die Belebung der Guaraní-Literatur an Bedeutung. So fand im Mai 2018 ein Treffen von Autoren statt, die sich um die Entwicklung des Guaraní-Romans bemühen.